# Hansheinz Reinprecht
Hansheinz Reinprecht (* 19. Juni 1925 in Klagenfurt am Wörthersee; † 8. April 2009 in Wien) war ein österreichischer Journalist, Pädagoge und Geschäftsführer von SOS-Kinderdorf.

## Leben
Hansheinz Reinprecht studierte in Wien Germanistik und promovierte 1949. Er arbeitete von 1950 bis 1955 als Redakteur bei der österreichischen Tageszeitung Linzer Volksblatt und begegnete dabei 1952 Hermann Gmeiner, als dieser in Imst sein erstes SOS-Kinderdorf errichtet hatte. Reinprecht begeisterte sich selbst für dieses Engagement und war ab 1955 hauptberuflich für SOS-Kinderdorf tätig. Er gründete das zweite SOS-Kinderdorf in Altmünster am Traunsee. Später übernahm er die Leitung des SOS-Kinderdorfes in Hinterbrühl in Niederösterreich. Von 1964 bis zu seiner Pensionierung 1990 war er Generalsekretär von SOS-Kinderdorf International.

## Auszeichnungen
- Berufstitel Professor

## Publikationen
- Kinder erziehen ohne Ärger. Dieses Buch verändert uns und die Kinder. Fotos und gezeichnete Vignetten von Hedwig Bluhme. Verlag Styria, Graz/Wien/Köln 1961.
- liebe, jazz und bange eltern. Vignetten von Rudolf Angerer, Verlag Styria, Graz/Wien/Köln 1962: 2. Auflage unter dem Titel jugend erziehen ohne angst. 1963.
- Macht euch keine Sorgen liebe Mütter. Verlag Styria, Graz/Wien/Köln 1970.
- Sex und Beat und Elternsorgen. Herder, Freiburg im Breisgau/Basel/Wien 1971, Lizenz vom Verlag Styria.
- Eltern sind auch nur Menschen. Ein Ratgeber erfolgreicher Kindererziehung und richtigen Elternverhaltens in 33 leichtverständlichen Kapiteln. Illustration von Heinrich Kühn. Bellaprint-Verlag, Hinterbrühl 1973, 80 Seiten.
- Das goldene Elternbuch. Ein kurzer Leitfaden für die Erziehung. Verlag Styria, Graz/Wien/Köln 1973, ISBN 3-222-10755-6.
- Das Hermann-Gmeiner-Buch. Die SOS-Kinderdörfer und ihr Begründer. Verlag Styria, Graz/Wien/Köln 1974, ISBN 3-222-10796-3.
- Das neue Elternbuch. Partnerschaft und Autorität in der Kindererziehung. Molden, Wien/München/Zürich/Innsbruck 1978, ISBN 3-217-00813-8.
- Hermann Gmeiner. Alle Kinder dieser Welt. Die Botschaft des SOS-Kinderdorf-Vaters. Zitate von Hermann Gmeiner, gesammelt und ausgewählt und herausgegeben von Hansheinz Reinprecht, Fotos von Alexander Gabriel. Styria Verlag, Wien 2006, ISBN 978-3-222-13198-1.